# Tobias Sana
Tobias Tigjani Sana (Göteborg, 11 luglio 1989) è un calciatore svedese di origini burkinabé, centrocampista o attaccante dell'Örgryte.

## Caratteristiche tecniche
Ala destra, può giocare nello stesso ruolo sulla fascia opposta e come trequartista.

## Biografia
Tobias Sana è nato in Svezia, sua madre è svedese, e suo padre è originario del Burkina Faso. Tobias possiede la doppia cittadinanza e ha scelto di giocare per la nazionale svedese, nonostante l'interesse espresso dal Burkina Faso.

## Carriera

### Club

#### IFK Göteborg
Nel 2009 Tobias Sana ha firmato con l'IFK Göteborg facendo il suo debutto nell'Allsvenskan, il massimo livello nel calcio svedese. Nella seconda metà della stessa stagione è anche tornato in Superettan al Qviding, squadra da cui era stato prelevato, ma questa volta in prestito. Nel 2010 ha giocato tutto l'anno per l'IFK Göteborg, collezionando 11 presenze in campionato. L'anno successivo ha trovato maggiore spazio, con 26 presenze di cui 20 da titolare. Nel 2012 Sana ha continuato ad essere schierato anche nell'undici titolare del nuovo allenatore Mikael Stahre, fino a quando è stato ceduto.

#### Ajax
Il 1º agosto 2012 Tobias Sana ha siglato un accordo triennale con gli olandesi dell'Ajax. Il Göteborg ha ricevuto 400.000 euro per lui.
Dopo l'esordio contro l'AZ Alkmaar, il 19 agosto sigla una doppietta nel 1-6 inflitto al NEC. Il 5 maggio 2013 ha vinto il suo primo campionato olandese. Nella stagione seguente ha giocato prevalentemente nella seconda squadra, tanto che per il 2014-2015 l'allenatore dell'Ajax Frank De Boer lo ha escluso dalla prima squadra e fatto allenare con il Jong Ajax.

#### Malmö FF
Il 14 febbraio 2015 si è liberato dall'Ajax ed è tornato in patria firmando un contratto quadriennale con il Malmö FF. Ha fatto il suo esordio il 22 febbraio seguente nella Coppa di Svezia, e ha terminato la stagione con 19 presenze in campionato, di cui 11 da titolare. Il 27 aprile 2016 una sua reazione ha causato la definitiva sospensione del match esterno contro l'IFK Göteborg: Sana ha lanciato la bandierina del calcio d'angolo verso la curva di casa dopo che un petardo lanciato dai suoi ex tifosi gli è esploso nelle vicinanze (la vittoria verrà assegnata a tavolino alla sua squadra). Nel corso del campionato 2017, agli ordini del nuovo tecnico Magnus Pehrsson, è riuscito a trovare ancora meno spazio rispetto agli anni precedenti, con una sola presenza in metà stagione. Ciò lo ha indotto ad essere ceduto con un anno e mezzo di anticipo rispetto alla scadenza contrattuale.

#### Aarhus
Nel luglio del 2017 Sana ha firmato un contratto triennale con i danesi dell'Aarhus. Ha giocato titolare gran parte delle partite della Superligaen 2017-2018 e 2018-2019 – entrambe concluse con la salvezza – ma nel campionato seguente è partito dalla panchina nelle tre partite comprese tra la seconda e la quarta giornata, preludio alla cessione con un anno di anticipo rispetto alla fine del contratto.

#### Ritorno a Göteborg
Il 10 agosto 2019 è stato ufficializzato il ritorno di Sana all'IFK Göteborg, squadra della città in cui è nato e che aveva già rappresentato dal 2009 al 2012. Il giocatore è tornato dunque in biancoblu con un triennale nonostante il sopraccitato episodio del 2016 con la tifoseria. Dopo aver totalizzato 12 reti e 19 assist in 76 partite di campionato, questa parentesi si è interrotta bruscamente nella primavera del 2022, quando il giocatore è stato prima messo fuori rosa dopo un alterco con il tecnico Mikael Stahre avvenuto nell'intervallo della sconfitta casalinga del 2 maggio contro il Kalmar, e poi licenziato dal club qualche giorno più tardi a causa di ciò.
Il 10 agosto 2022 si è accasato ad un'altra squadra della città di Göteborg, ovvero l'Häcken, tuttavia un infortunio al ginocchio rimediato a settembre in allenamento lo ha costretto a chiudere anzitempo la sua stagione. L'Häcken, che in quel momento lottava per la conquista di uno storico titolo nazionale, a fine stagione è comunque riuscito a vincere per la prima volta l'Allsvenskan. È rientrato in campo in una partita ufficiale nel luglio dell'anno seguente, durante la tredicesima giornata dell'Allsvenskan 2023. Al termine di quel torneo, l'Häcken ha comunicato la decisione di non rinnovare il suo contratto in scadenza.
Svincolato, il 25 febbraio 2024 è stato ufficialmente ingaggiato da un'altra squadra con sede presso la città di Göteborg, l'Örgryte, militante nel campionato di Superettan.

### Nazionale
Nel 2012 ha giocato 2 partite in nazionale.

## Palmarès
- Campionato olandese: 1

Ajax: 2012-2013
- Supercoppa dei Paesi Bassi: 1

Ajax: 2013
- Campionato svedese: 3

Malmö: 2016, 2017
Häcken: 2022
- Coppa di Svezia: 2

IFK Göteborg: 2019-2020
Häcken: 2022-2023